# Jedność (tygodnik)
Jedność (pełna nazwa Nasz rodowód – sierpień ’80 JEDNOŚĆ) – tygodnik wydawany przez Międzyzakładowy Komitet Strajkowy NSZZ „Solidarność” Pomorza Zachodniego w latach 1980–1981. Była to pierwsza w Polsce gazeta wydawana przez Niezależny Samorządny Związek Zawodowy „Solidarność”. Pierwszy numer ukazał się 26 sierpnia z datą 24 sierpnia 1980. Pierwszym redaktorem naczelnym był Leszek Dlouchy. 9 stycznia 1981 tygodnik osiągnął nakład 100 tys. egzemplarzy, niekiedy nakład dochodził do 150 tysięcy egz. Połowa nakładu była dystrybuowana w Szczecinie, pozostałe egzemplarze były rozwożone pociągami do wielu miejsc w Polsce.

## Historia
Siedziba „Jedności” znajdowała się początkowo przy ulicy Firlika 8, a następnie Małopolskiej 17.
Z uwagi na to, że „Jedność” podlegała cenzurze, numery 31. i 32. Dlouchy postanowił wydać nielegalnie, za co został oskarżony przez prokuraturę.
Za wydawanie i kolportowanie podziemnego pisma „Jedność” 21 września 1982 Sąd Wojewódzki w Szczecinie wydał wyrok na Winicjusza Gureckiego, Marka Lachowskiego i Mariana Kamieńskiego. Za kolportaż skazana została Marzena Szczeglewska. W kwietniu 1982 zostali internowani Marian Korczak i Ryszard Piłat. Krzysztof Korczak został zatrzymany na 48 godzin i zwolniony.
„Jedność” początkowo wydawana była w formie jednej, złożonej na pół, zadrukowanej na zielono kartki A-4.
Ostatni oficjalny numer 67. ukazał się z datą 10 grudnia 1981. „Jedność” jako wydawnictwo podziemne była wydawana również po wprowadzeniu stanu wojennego.
Pismo redagowane było przez Leszka Dlouchego, Michała Kaweckiego, Tomasza Zielińskiego i Michała Paziewskiego, od stycznia 1982 przez Krzysztofa Korczaka, Mariana Korczaka, Piotra Modrzejewskiego, Mirosława Gudowskiego, Lucynę Modrzejewską. W 1983 do redakcji dołączyli  Stanisław Janusz i Mariusz Bogdanowicz. W połowie 1983 r. z redakcji odeszli: Piotr Modrzejewski i Lucyna Modrzejewska. Po przebytym zawale mięśnia sercowego w roku 1985, ze względu na stan zdrowia z redakcji odszedł Mirosław Gudowski.
Współpracownikami pisma byli m.in. Marzena Szczeglewska, Ryszard Piłat, Winicjusz Gurecki, Zbigniew Janusz, Henryka Olejniczak, Jan Członkowski, Krzysztof Plater, Irena Jagodzińska, Magdalena Plater, Marek Lachowski, Marian Kamiński, Izabela Ratajczak, Dariusz Chamarczuk, Teodozja Szwed, Krystyna Borowska, Krzysztof Chmielewski, Benjamin Dewic, Anna Kościow (Sablik), Izabela Turkiewicz, Henryk Trybuła i wiele innych osób.
Na początku 1986 „Jedność” została przekazana Stanisławowi Wądołowskiemu i Marianowi Jurczykowi, którzy kontynuowali prowadzenie tytułu do 1989. Poprzednia grupa rozpoczęła natomiast wydawanie pisma „Gryf” i formowanie Solidarności Walczącej w Szczecinie.
Po 1989 pismo zostało przekształcone w bezpłatny miesięcznik, jego redaktorami naczelnymi byli m.in., Krzysztof Żurawski, Urszula Dembińska-Nowakowska i Paulina Łątka (od lipca 2009).